# Zámecký vrch (Podještědská pahorkatina)
Zámecký vrch (původně Horka; 356 m n. m.) je vrch v okrese Česká Lípa Libereckého kraje, ležící při severovýchodním okraji města Stráž pod Ralskem, na příslušném katastrálním území.

## Popis vrchu

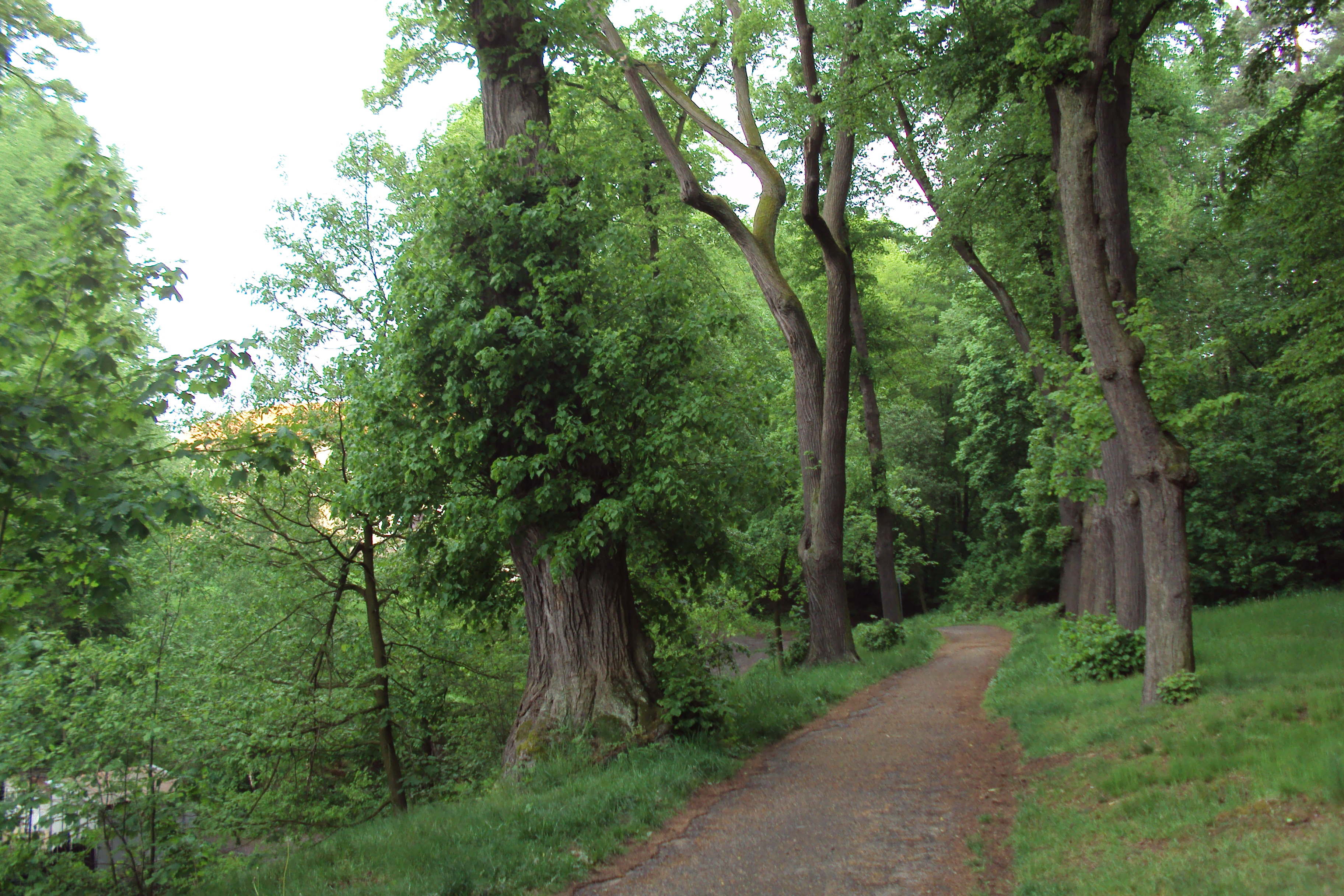
Po hřbetě mezi kaplí a zámkem vede zámecká alej

Hřbet se táhne v orientaci SZ–JV a má tři vrcholy: prostřední nejvyšší Zámecký vrch (356 m), jv. vrchol U kaple (344 m) s kaplí svatého Jana Nepomuckého a mírně vyosený na západ leží na SZ třetí bezejmenný vrchol se zámkem Vartenberk. Celá skupina je ze tří světových stran obtékána řekou Ploučnicí.

## Geomorfologické zařazení
Vrch náleží do celku Ralská pahorkatina, podcelku Zákupská pahorkatina, okrsku Podještědská pahorkatina, podokrsku Strážská kotlina a části Hamerská kotlina.

## Přístup
Pěší přístup ze Stráže pod Ralskem je jednoduchý. Z města vede odbočka červené turistické stezky na vrcholy Zámecký vrch a U kaple. Zámek Vartenberk je veřejnosti nepřístupný.